# Драгољуб Божовић Жућа
Драгољуб Божовић Жућа (Борач, код Кнића, 6. новембар 1922 — Главатичево, код Коњица, 14. март 1943) био је учесник Народноослободилачке борбе и народни херој Југославије.

## Биографија
Рођен је 6. новембра 1922. године у селу Борач, код Кнића.
Пре Другог светског рата је радио као фарбарски радник.
Учесник Народноослободилачке борбе и члан Комунистичке партије Југославије (КПЈ) је од 1941. године.
Погинуо је у ноћи 14/15. марта 1943. године, као земник командира Треће чете Трећег крагујевачког батаљона Прве пролетерске ударне бригаде, у борби са четницима у близини села Главатичева, код Коњица, у оквиру борби које су Прва пролетерска и Десета херцеговачка бригада водиле за ослобођење Главатичева, током Четврте непријатељске офанзиве.
Указом Президијума Народне скупштине ФНР Југославије 20. децембра 1951. проглашен је за народног хероја.

## Галерија
- Орден народног хероја